# Dom Modesto
Dom Modesto é um distrito do município brasileiro de Caratinga, no interior do estado de Minas Gerais. Segundo o censo demográfico de 2022, realizado pelo Instituto Brasileiro de Geografia e Estatística (IBGE), sua população era de 1 050 habitantes e havia 396 domicílios particulares permanentes ocupados. Possui área de 19,13 km² conforme a Fundação João Pinheiro (FJP). Foi criado pela lei complementar nº 12 de 14 de abril de 1992.
De acordo com o IBGE, em 2010 a população era de 1 175 habitantes e havia 418 domicílios particulares.
A localidade era atendida pela Estrada de Ferro Leopoldina, que chegou a fornecer transporte de passageiros de Caratinga até a cidade do Rio de Janeiro no início de seu funcionamento. A Estação de Dom Modesto, que atendia ao atual distrito, foi inaugurada em 14 de dezembro de 1930. Posteriormente, o trecho ferroviário que cortava o município foi erradicado na década de 1980 e a antiga estação foi aproveitada para usos privados.